# Römisches Brandgräberfeld Neidenbach
Koordinaten: 50° 6′ 10″ N, 6° 34′ 6″ O
Das Römische Brandgräberfeld Neidenbach ist ein römisches Grabfeld in der Ortsgemeinde Neidenbach im Eifelkreis Bitburg-Prüm in Rheinland-Pfalz.

## Beschreibung
Entdeckt wurde eine Vielzahl verschiedener Gräber rund um Neidenbach. Es handelt sich um vier Fundstellen, die sich nördlich und nordöstlich von Neidenbach erstrecken. Gefunden wurden hauptsächlich römische Brandgräber.
Drei Fundstellen lassen sich im 1. und 2. Jahrhundert n. Chr. verorten. Alle Gräber stammen somit aus der Epoche der Kelten und Römer.

## Archäologische Befunde

### Brandgräberfeld 1
Das erste gefundene Brandgräberfeld befindet sich am östlichen Ortsrand von Neidenbach. 1932 wurde dieses Feld vom Rheinischen Landesmuseum Trier genauer untersucht und ausgegraben. Die gefundenen Bestattungen erfolgten in nahezu quadratischen Gruben, welche mit Steinplatten umstellt und abgedeckt wurden. Dokumentiert wurden insgesamt 15 Grabgruben. Auffallend war der Fund von äußerst hochwertigen Fibeln aus den Gräbern 3, 6 und 10, darunter zwei emailverzierte, große Scheibenfibeln des 2. Jahrhunderts n. Chr.

### Ustrina
Bei den 1932 betriebenen Untersuchungen des Brandgräberfeldes 1 wurde in der Mitte des Bestattungsplatzes eine Ustrina freigelegt. Dieser Fund gilt als besonders bemerkenswert, da bisher kaum vergleichbare Objekte in der Region bekannt sind.

### Einzelne Römische Brandgräber
Nordöstlich von Neidenbach fand man 1908 neun römische Brandgräber. Diese wurden jedoch nicht fachgerecht untersucht, sodass nur einige Einzelfunde in den Besitz des Rheinischen Landesmuseums Trier gelangten. Anhand dieser konnte eine Datierung im 1. und 2. Jahrhundert n. Chr. vorgenommen werden.

### Römische Brandgräber im Steinbruch
1912 und 1925 fand man in einem nördlich von Neidenbach gelegenen Steinbruch ebenfalls einige römische Brandgräber. Diese wurden teilweise genauer untersucht und man konnte vor allem einige Fundstücke aus Grab 1 bergen. Hierzu zählen ein Tonlämpchen, mehrere Glasfläschchen, zwei TS-Schalen und weitere Tongefäße. Auch Grab 4 lieferte teils bemerkenswerte Funde, wie einen kaum abgegriffenen As des Domitian. Die Gräber wurden in die Mitte bis zweite Hälfte des 1. Jahrhunderts n. Chr. eingeordnet.

### Gräberfeld 2
Etwa 300 m ostwärts vom Nickelshof (Wohnplatz von Neidenbach) wurde ein größeres römisches Gräberfeld entdeckt. Nähere Untersuchungen erfolgten hier allerdings noch nicht. Anhand dieser Entdeckung konnte allerdings eine römische Siedlung im Neuheilenbacher Tal aus Richtung Usch bis nach Neuheilenbach nachgewiesen werden.

## Erhaltungszustand und Denkmalschutz
Im Zuge der Untersuchungen wurden die Gräber geborgen und die Funde kamen dem Rheinischen Landesmuseum Trier zu. Erhalten ist das Gräberfeld 2, da hier noch keine Grabungen durchgeführt wurden. Es befindet sich zudem in einem Waldgebiet und ist somit von der Landwirtschaft unberührt.
Das Gräberfeld ist als eingetragenes Kulturdenkmal im Sinne des Denkmalschutzgesetzes des Landes Rheinland-Pfalz (DSchG) unter besonderen Schutz gestellt. Nachforschungen und gezieltes Sammeln von Funden sind genehmigungspflichtig, Zufallsfunde an die Denkmalbehörden zu melden.